# شفلرا آربوریکلا
شفلرا آربوریکلا (نام علمی: Schefflera arboricola) نام یک گونه از تیره عشقه‌ایان است. نام فارسی برای این گیاه انتخاب نشده است.
این گیاه بومی استرالیا است. شفلرا به نور کم نیاز دارد و می‌توان آن را در مکان‌های سایه با نور کم قرار داد. نیاز آبی این گیاه تقریباً بالا است و باید در حد فاصل دو آبیاری، خاک مرطوب و نم‌دار باشد. ترکیب خاکی مورد نیاز ترکیبی از خاک‌برگ و ماسه است. خاک این گیاه نباشد زیاد سنگین باشد و باید زهکشی مناسب داشته باشد. شفلرا در دامنه دمایی ۳۰-۱۵ درجه سانتیگراد می‌تواند به رشد خود ادامه دهد. همچنین نیاز به هوای مرطوب دارد و بهتر است در تابستان برگ‌ها هر روز با آب ولرم اسپری شوند. روش تکثیر از طریق قلمه ساقه به طول ۲۰ سانتی‌متر با یک برگ در انتها است که باید آن را در ماسه ریشه‌دار کرد. این گیاه به نام چتری نیز معروف است.این گیاه از 20 گونه گیاهان استوایی ، استوایی همیشه سبز، درختی ودرختچه ای تشکیل یافته است. گیاه شفلرا بومی استرلیا و تک ساقه ای است و رشد آن به آهستگی صورت می گیرد . 
دو نوع مختلف از این گیاه وجود دارد: 
اس. اکتینوفیلا که مشهورترین نوع آن است و دارای برگ های لوزی شکل می باشد که می توانند تا 15 سانتیمتر هم رشد کنند . 
اس.اربوریکولا که نوع کوچک تر این گیاه است و می توان در داخل خانه و باغچه نیز از آن استفاده کرد که برگ های آن بین 5 تا 8 سانتیمتر هستند و معمولا به صورت توده ای و انبوده رشد می کنند. معمولا خالخالی های کرم رنگ بر روی برگ های این گیاه دیده می شود که باز هم انواع مختلفی از این نوع وجود دارد.
این گیاه از 20 گونه گیاهان استوایی ، استوایی همیشه سبز، درختی ودرختچه ای تشکیل یافته است. گیاه شفلرا بومی استرالیا و تک ساقه ای است و رشد آن به آهستگی صورت می گیرد .
نیاز های شفلرا:
نور
محیط مناسب برای این گیاه جایی است که نور کافی اما غیر مستقیم به آن برسد . این گیاه را مستقیما به سمت نور خورشید بچرخانید تا رشد آن افزایش پیدا کند و اگر دیدید که ساقه ها بیش از حد با برگ ها فاصله دارند ، یعنی این که گیاه در معرض نور بیش از حد بالایی قرار گرفته است . 
آب دادن 
این گیاه را به طور کامل آب بدهید تا ریشه های آن خیس بشود و قبل از آب دادن، مراقب باشید که سطح رویی خاک خشک شده باشد . برگ های زرد نشان دهنده این هستند که گیاه بیش از حد آب خورده است. برگ های افتاده نیز نشان دهنده کم آبی می باشند. اسپری آب ولرم روی برگهای گیاه، به شادابی و طراوت آن کمک می‌کند. 
دما 
دمای متوسط تا گرم بین 18 تا 27 درجه سانتیگراد برای این گیاه مناسب است. نباید محیط رشد اطراف این گیاه بیش از حد گرم یا بیش از حد سرد باشد. شفلرا را در فصل زمستان از پنجره های سرد دور کنید و یا از لوازم گرم کننده برای محیط داخل خانه استفاده کنید.
خاک 
خاک میکس خزه دار برای شفلرا مناسب است. خاک باید دارای زهکشی مناسب باشد.
کود گیاهی 
هر ماه به این گیاه کود گیاهی بدهید. اگر دیدید که برگ ها و ساقه های این گیاه پژمرده شده اند ، احتمالا از کمبود کود رنج می برند. می‌توان از کودهای پودری جامد که حاوی سه عنصر اصلی نیتروژن،  پتاسیم و فسفر هستند و به نام کود سه بیست نیز شناخته می‌شوند، هر دو هفته یک بار در فصل بهار و تابستان، برای تقویت و رشد بهتر گیاه، استفاده نمود. 
هرس کردن 
هرس نوک ساقه های گیاه را در فصل بهار و تابستان انجام دهید.
این گیاه هم برای حیوانات و هم برای انسان ها سمی است و عوارضی در بر دارد. این گیاه می تواند تا 1.8 متر رشد کند و شفلراهای بلند به مراقبت بیشتری نیاز دارند.

## نگارخانه

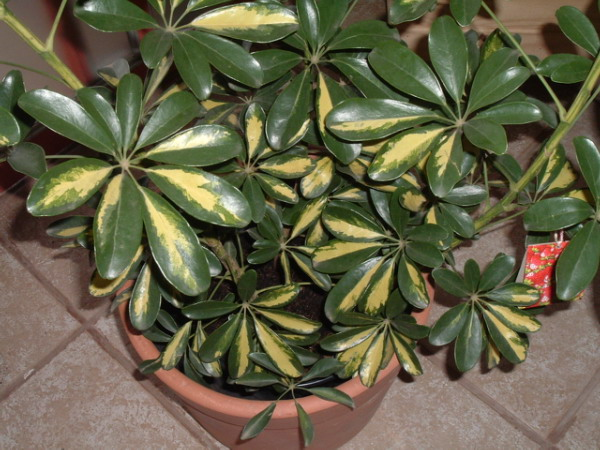
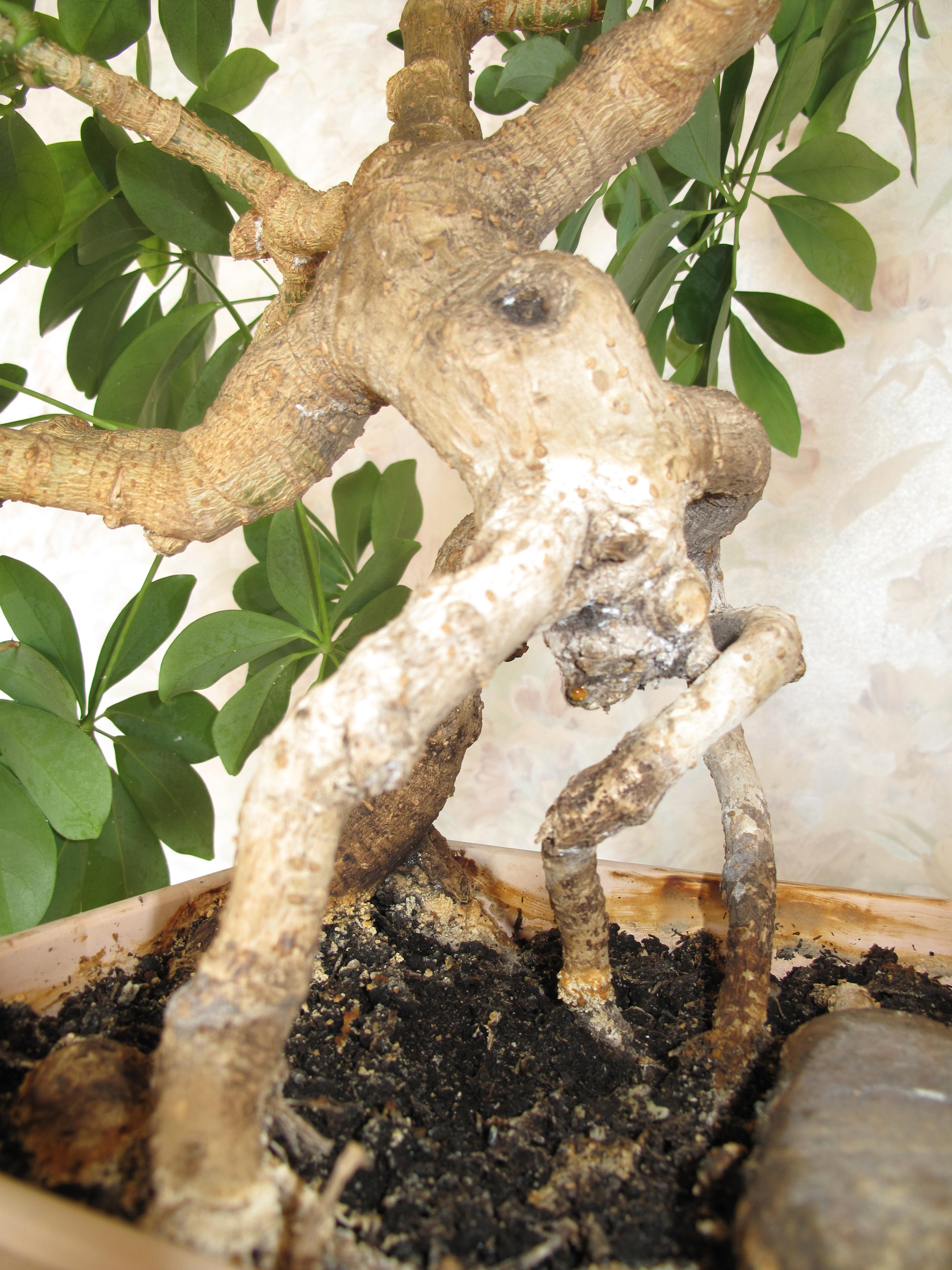
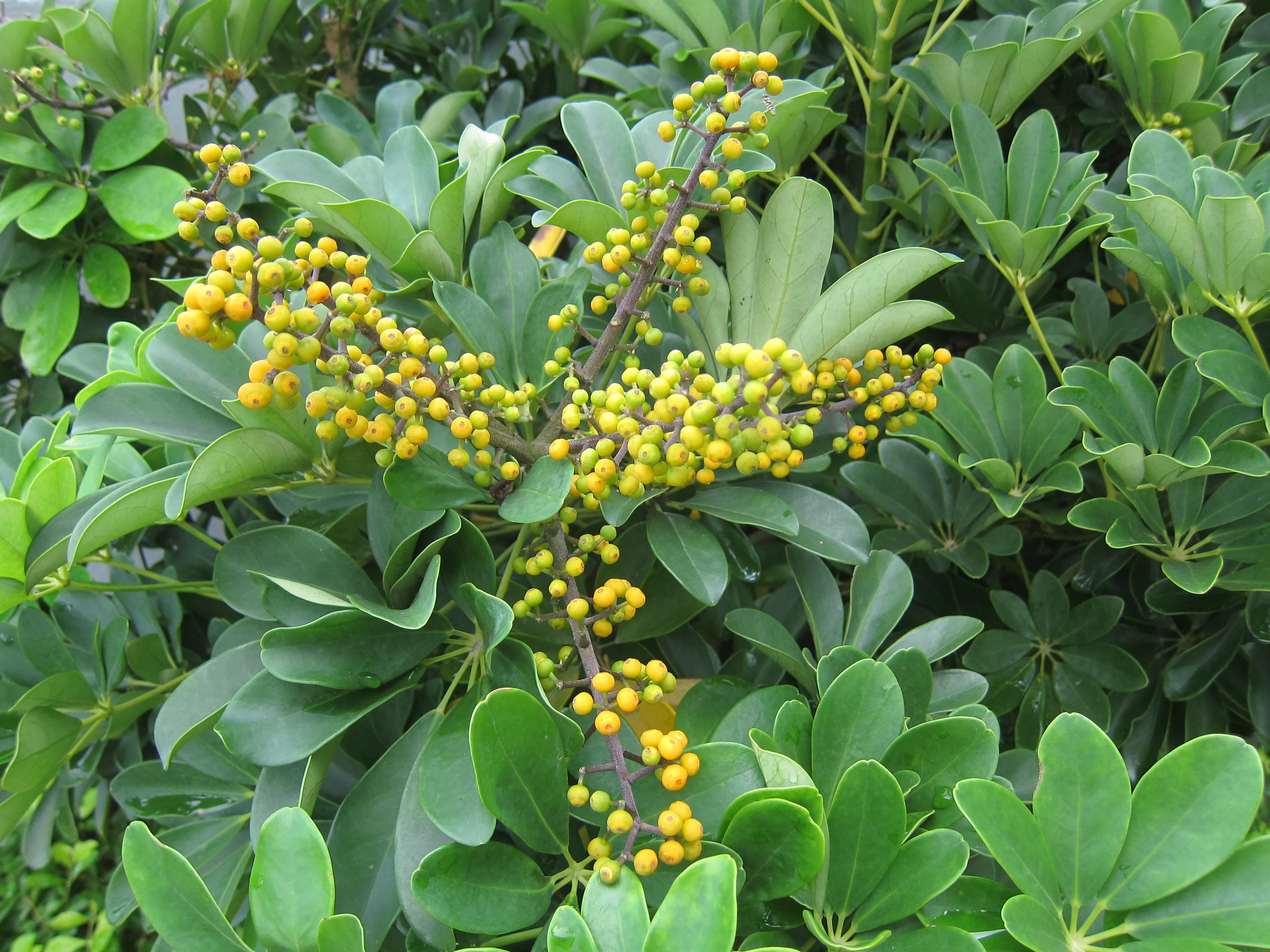

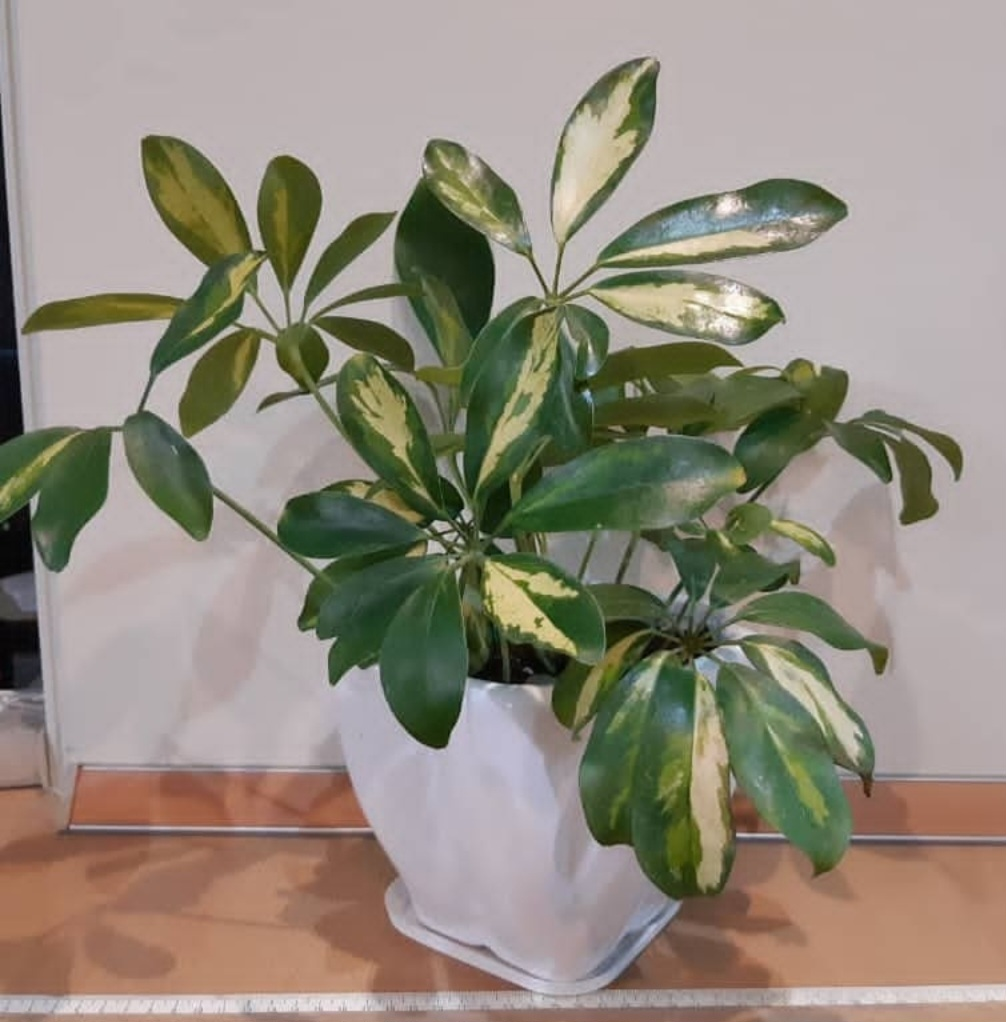
گیاه شفلرا ابلق